# Никола Йолкичев
Никола Ангелов Йолкичев е български палеонтолог.

## Биография
Никола Ангелов Йолкичев е роден на 16 юли 1925 г. в с. Чупрене. Основното си образование завършва в родното си село и едва 14 годишен заминава за София, където работи като помощник на чичо си като шивач и учи вечерно в София. От 1944 г. до 1946 г. е войник в Белоградчик. През периода 1948-1951 г. работи отново като шивач и завършва средното си образование във Втора вечерна гимназия в София. През 1951 г. е приет за студент в Българска държавна консерватория – оперно пеене като бас-баритон. През 1952 г. кандидатства и е приет за студент в Софийския университет „Климент Охридски“ - специалност „Геология“, като се дипломира през 1957 година.  След спечелен конкурс е назначен за асистент в катедра „Динамична и исторична геология“, където работи до пенсионирането си през 1991 г.
През 1972 г. защитава кандидатската си дисертация на тема „Стратиграфия на кониас-мастрихтските седименти в централните отдели на Предбалкана и Мизийската плоча“. Заедно с други български геолози участва в изработването на геоложка карта на кубинската провинция Лас Вияс. През 1973 г. е избран за доцент. На 16 май 1985 г. защитава докторската си дисертация на тема „Стратиграфия на Северноевропейския тип Горна креда в областта на Балканидите и Мизийската плоча на изток от р. Огоста“. През февруари на 1987 г. е избран за професор в катедра „Динамична и исторична геология“.
Събира голяма колекция от горнокредни фосили – иноцерамуси, амонити, белемнити, ехиниди и определя нови за науката и България видове. Участва в уреждането и обогатяването на Музея по палеонтология и исторична геология музей в Софийския университет.
Умира на 8 август 2017 г. в София.

## Избрани публикации
- Бележки върху възрастта на варовиците край Черепишкия манастир //  Годишник на Софийския университет. Биолого-геолого-географски факултет. Книга 2 - Геология; Annuaire de l'Universite de Sofia. Faculte de biologie, geologie et geographie. Livre 2 - Geologie 53 (2).   1958-1959. с. 273-278. Посетен на 30 април 2025.

- Стратиграфия на епи-континенталния тип горна креда в България.   София, Университетско издателство „Свети Климент Охридски“, 1989. OCLC 494289230.

- Kennedy, William J.; Jolkičev, Nikolai. Middle Cenomanian ammonites from the type section of the Sanandinovo Formation of northern Bulgaria //  Acta Geologica Polonica 54 (3).   2004. с. 369-380.